# HarmoS
 (octobre 2018).
Le terme HarmoS est utilisé par la Conférence suisse des directeurs cantonaux de l'instruction publique (CDIP) pour désigner un concordat intercantonal suisse sur l’harmonisation de la scolarité obligatoire entre les différents cantons suisses. 

## Contenu
Le concordat définit de façon unitaire l'âge de début de la scolarité (quatre ans révolus au 31 juillet), la durée de l'école (onze ans, dont deux ans d’école enfantine) et la durée des degrés scolaires. Il identifie par ailleurs les finalités de l'école suisse au niveau de la scolarité obligatoire, dépeint les instruments qui permettent d'assurer et de développer la qualité du système d’éducation à l'échelon national et désigne les standards nationaux de formation à caractère contraignant.

## Histoire
HarmoS complète et actualise le concordat scolaire de 1970.

### Ratification
Le concordat HarmoS a été négocié au sein de la CDIP de 2001 à 2007. Le peuple suisse a approuvé en référendum le 21 mai 2006 une révision des articles constitutionnels sur l'éducation. Cette révision de la constitution fédérale n'était pas indispensable pour appliquer le concordat HarmoS, mais ces nouveaux articles de la Constitution faciliteront les efforts des cantons en vue de l'harmonisation des systèmes scolaires. La procédure de ratification doit démarrer dans les cantons en automne 2007. Selon le canton, c'est soit le parlement cantonal, soit le peuple qui devra décider de l’adhésion au nouveau concordat.

### HarmoS dans les Cantons
Au 26 septembre 2010, 15 cantons sur 26 ont approuvé le projet HarmoS (10 devaient l'accepter pour qu'HarmoS entre en vigueur dans les cantons qui l'ont approuvé, et 11 d'entre eux ont commencé à l'appliquer depuis la rentrée scolaire 2009, sauf les cantons de Fribourg, de Bâle-Ville, de Soleure et de Bâle-Campagne qui l'ont approuvé en 2010). 
Quinze cantons, dont tous les romands, ont approuvé le projet : Genève, Vaud, Valais, Neuchâtel, Jura, Fribourg, Bâle-Ville, Bâle-Campagne, Berne, Tessin, Zurich, Soleure, Saint-Gall, Glaris et Schaffhouse.
Sept cantons ont refusé le projet : Grisons, Uri, Nidwald, Zoug, Lucerne, Thurgovie et Appenzell Rhodes-Extérieures. 
Quatre cantons devaient encore se prononcer d'ici à 2015 : Obwald, Schwytz, Appenzell Rhodes-Intérieures et Argovie.

Lors de la séance sur son bilan 2015, l’Assemblée plénière de la conférence suisse des directeurs cantonaux de l'instruction publique décide que le rapport bilan est adopté.
"Les cantons sont invités à continuer de respecter l’harmonisation de la scolarité obligatoire et, si nécessaire, à s’y rallier et à la poursuivre dans le sens indiqué par le rapport."

## Suivi de l'harmonisation
En 2015, la CDIP a présenté un rapport sur le bilan positif de l'harmonisation de la scolarité obligatoire. Il en résulte que la Confédération n'aura pas à intervenir,. 
À Saint-Gall, une initiative tente de faire sortir le canton du concordat. Lors de la votation du 25 septembre 2016, elle est refusée et Saint-Gall reste dans HarmoS.  

### Application dans les cantons romands
Une Convention scolaire romande précise les contenus communs dans un plan d'études romand, ils sont appliqués par des moyens d'enseignement romands.  
Dans le canton de Vaud, la LOI 400.02 sur l’enseignement obligatoire (LEO) du 7 juin 2011 se réfère à l'Accord intercantonal sur l’harmonisation de la scolarité obligatoire (Harmos).